# Puig de Brucs
El Puig de Bucs és una muntanya de 138 metres que es troba al municipi de Garrigoles, a la comarca catalana del Baix Empordà.